# Клас (телесеріал, 2016)
«Клас» — британський науково-фантастичний драматичний телесеріал та спіноф серіалу «Доктор Хто». Він був створений і написаний Патріком Нессом, який також продюсував шоу разом із тогочасним шоуранером «Доктора Хто» і провідним сценаристом Стівеном Моффатом, а також з Брайаном Мінчіном, який виступав у ролі продюсера «Доктора Хто» та двох його попередніх спінофів, «Торчвуд» і «Пригоди Сари Джейн».
Восьмисерійний сезон виходив на BBC Three з 22 жовтня по 3 грудня 2016 року. Історія зосереджена на п’яти студентах і співробітниках Академії Коул Гілл (давній постійній локації Доктора Хто), яким Доктор доручає боротися з інопланетними загрозами, доки вони крім того намагаються впоратися зі своїм особистим життям.
Серіал отримав загалом позитивні відгуки від критиків, які похвалили його похмуру атмосферу, сценарій, теми, персонажів та акторську гру. Однак серіал отримав низькі перегляди трансляції на BBC One. У вересні 2017 року BBC Three закрили серіал.
У 2018 році Big Finish Productions підготувала серіал з шести аудіопригод, які розповідають про подальші пригоди студентів Академії Коул Гілл. У квітні 2020 року було оголошено про випуск ще шести аудіопригод, де замінять двох головних героїв. 

## Синопсис
Дія серіалу відбувається в Академії Коул Гілл, вигаданій школі, яка згадувалася у серіалі «Доктор Хто» з 1963 року (серія «Неземне дитя»), і зосереджена на її шести студентах і співробітниках. 
У всіх героїв є свої секрети та бажання. Їм доводиться боротися зі стресами повсякденного життя, включаючи друзів, батьків, шкільну роботу, секс і горе, а також жахами, які виникають від подорожей у часі. Доктор і його подорожі в часі зробили стіни простору і часу тонкими, і монстри планують прорватися і спричинити хаос на Землі.

## Актори та персонажі

### Головний каст
- Грег Остін[en] — Чарлі Сміт, іншопланетянин, який видає себе за студента. Він — князь родіанців і останній із свого роду; після того, як його врятував Доктор, коли його расу вбиває інший вид під назвою Тіньовий Рід, він змінює своє тіло на людське і видає себе за середнього 17-річного студента з Шеффілда[5]
- Фаді Ельсаєд[en] — Раа Сінгх, жорсткий, асоціальний студент та талановитий футболіст. Після втрати правої ноги в першому епізоді[en] лікар дає йому протез[5]
- Софі Гопкінс[en] у ролі Ейпріл Маклін, звичайна, нічим не примітна студентка, чиє життя назавжди змінюється, коли вона зустрічає короля Тіньового Роду Коракіна. [5]
- Вівіан Опара[en] — Таня Адеола, вундеркінд нігерійського[en] походження, яка перескочила на три роки в Академії Коул Гілл завдяки своїм «видатним результатам іспитів» і «справді надзвичайним академічним здібностям». [5]
- Кетрін Келлі[en] — міс Андреа Квілл, справжнє ім’я Андраат, викладачка фізики в Академії Коул Гілл. Як і Чарлі, вона таємно є інопланетянкою і останньою представницею свого виду, квіллом, давніх ворогів родіанців (які живуть на іншому континенті тієї ж планети). У покарання за її керівництво війною проти родіанців Квілл психічно пов’язана з Чарлі і повинна виступати як його захисниця[5]

### Другорядний каст
- Джордан Ренцо[en] — Маттеуш Анджеєвський, коханець Чарлі, а пізніше його хлопцець, народився та виріс у Польщі [6] [a]
- Пол Марк Девіс[en] — Коракін, злий король Тіньового Роду [10]
- Пукі Квеснель[en] — Доротея Еймс, директорка академії Коул Гілл зі «Співвласника одинокого серця» [11]
- Шеннон Мюррей[en] — Джекі Маклін, матір Ейпріл, яка втратила ноги [6]
- Аарон Ніл — Варун Сінгх, батько Рама [12]
- Наташа Ґордон[en] — Вівіан Адеола, матір, яка надто опікується Танею[13]
- Найджел Беттс[en] — Френсіс Армітадж, директор академії Коул Гілл. Раніше він з'являвся як другорядний персонаж в епізодах «Доктора Хто» «Всередину далека[en]», «Наглядач» і «Темні води[en]». [14]
- Кон О'Ніл — Г'ю Маклін, батька Ейпріл, якого відштовхнули інші члени сім'ї після того, як він спробував покінчити життя самогубством [15]
- Анна Шаффер — Рейчел Чепмен, дівчина Рама [16]
- Бен Піл[en] — тренер Том Доусон, футбольний тренер Рама [6]

### Запрошений актор
- Пітер Капальді в ролі Доктора (дванадцяте втілення) [17]

## Виробництво

### Розробка
Шоу анонсували 1 жовтня 2015 року, Стівен Моффат став виконавчим продюсером. 27 квітня 2016 року стало відомо, що Коул Гілл тепер є академією. Ед Базальгетт став першим з оголошених режисерів. Філіппа Ленгдейл зняла два епізоди, Вейн Іп також зняв ряд епізодів для серіалу, а Джуліан Голмс зняв фінал.
У червні 2017 року Несс оголосив, що якщо почнеться розробка другого сезону, він не займатиметься сценарієм. 7 вересня 2017 року контролер BBC Three Деміан Кавана підтвердив, що серіал було закрито.

### Кастинг
4 квітня 2016 року оприлюднили основний акторський склад серіалу. У головних ролях — Грег Остін, Фаді Ельсаєд, Софі Гопкінс і Вівіан Опара, при цьому Остін грає персонажа на ім'я Чарлі, а Кетрін Келлі грає міс Квіл, викладачку Академії Коул Гілл . Найджел Беттс повторює свою роль містера Армітаджа із серій «Всередину далека», «Наглядач» та «Темні води» з восьмого сезону «Доктора Хто». Пол Марк Девіс з'являється в шоу у другорядній ролі. Анна Шаффер грає персонажа на ім'я Рейчел.
Патрік Несс повідомив у Twitter, що одним із головних героїв буде гей. Згодом виявилося, що це Чарлі, його хлопець відомий як Маттеуш. Пітер Капальді, який грає дванадцяту інкарнацію Доктора, з'являється у першому епізоді програми.

### Знімання
Зйомки Класу почалися 4 квітня 2016 року. Вейн Іп повідомив, що зйомки його блоку закінчилися 16 серпня 2016 року. Усі знімання закінчилися 2 вересня 2016 року.

### Музика
Опенінг для Класу написав композитор Блер Моуат. Тема пісні є скороченою версією «Up All Night» Алекса Клара. BBC створила офіційний перелік пісень, представлених у Класі, який можна знайти на сторінці BBC Клас у твіттері .

## Трансляція та випуск

### Трансляція
Після виходу на BBC Three онлайн щотижня у Великій Британії епізоди також почали транслюватися на BBC One з 9 січня 2017 року  . У Сполученому Королівстві епізоди були доступні в цифровому вигляді у форматі HD невдовзі після трансляції в британському iTunes Store. Однак серіал набрав низькі показники глядацької авдиторії на трансляціях BBC One .
У січні 2016 року стало відомо, що шоу в США транслюватиме BBC America, і прем'єра відбулася 15 квітня 2017 року, одразу після виходу десятого сезону «Доктора Хто»   .
Канадська прем’єра відбулася 22 жовтня 2016 року на Space. У вересні 2016 року Австралійська телерадіомовна корпорація повідомила про вихід серіалу в Австралії, де епізоди були швидко відстежені з Британії для ABC iview, починаючи з 22 жовтня 2016 року, і транслювалися пізніше на ABC2, починаючи з 24 жовтня 2016. У червні 2018 року Клас додали до Netflix у Великій Британії.

### Домашній медіа-реліз
Усі вісім епізодів «Класу» були випущені на Blu-ray у всьому світі та на DVD у Регіоні 2 16 січня 2017 року .

## Саундтрек
7 грудня 2018 року було випущено альбом із саундтреками  . 4 січня 2019 року вийшов обмежений тираж у 500 примірників на вінілі. Видання на компакт-дисках і на платівці були доступні з бонусним компакт-диском із додатковими нотами.

### Трек-лист
| Bonus CD | Bonus CD                                             | Bonus CD   |
| #        | Назва                                                | Тривалість |
| -------- | ---------------------------------------------------- | ---------- |
| 1.       | «Previously on Class»                                |            |
| 2.       | «Charlie Lives with Quill»                           |            |
| 3.       | «A Night of Promise»                                 |            |
| 4.       | «Corakinus Lives»                                    |            |
| 5.       | «April’s Theme»                                      |            |
| 6.       | «Ram Saves the Day»                                  |            |
| 7.       | «New Beginning»                                      |            |
| 8.       | «The Coach with the Dragon Tattoo»                   |            |
| 9.       | «Cleaner Skin»                                       |            |
| 10.      | «Tanya»                                              |            |
| 11.      | «Missing Rachel»                                     |            |
| 12.      | «Scooby Gang Skype Sesh»                             |            |
| 13.      | «I Was Nothing, I Was Weak»                          |            |
| 14.      | «Team Talk»                                          |            |
| 15.      | «The Governors»                                      |            |
| 16.      | «Nightvisitor/Tanya’s Dad»                           |            |
| 17.      | «Someone at the Window...»                           |            |
| 18.      | «Conversations with My Dead Father»                  |            |
| 19.      | «Ram on the Run»                                     |            |
| 20.      | «Memories of Dad»                                    |            |
| 21.      | «Tentacles!»                                         |            |
| 22.      | «The Cabinet of Snooping»                            |            |
| 23.      | «Dorothea»                                           |            |
| 24.      | «Evolutionary Mistake»                               |            |
| 25.      | «I Won't Be Forced»                                  |            |
| 26.      | «Charlie’s Choice»                                   |            |
| 27.      | «I Think I Need Saving»                              |            |
| 28.      | «Quill Rage»                                         |            |
| 29.      | «Meteor Strike»                                      |            |
| 30.      | «Detained»                                           |            |
| 31.      | «Don't Let My Brain Get Fried»                       |            |
| 32.      | «When She's Free»                                    |            |
| 33.      | «They Made Me Used to It»                            |            |
| 34.      | «I Forgive You»                                      |            |
| 35.      | «Tanya Wants to Use the Cabinet»                     |            |
| 36.      | «Walk & Talk»                                        |            |
| 37.      | «Black is the Colour»                                |            |
| 38.      | «Ep3 Preview»                                        |            |
| 39.      | «Ep4 Preview»                                        |            |
| 40.      | «Ep5 Preview»                                        |            |
| 41.      | «Ep6 Preview»                                        |            |
| 42.      | «Ep7 Preview»                                        |            |
| 43.      | «Ep8 Preview»                                        |            |
| 44.      | «Vivian Oprah Ep3 Vocal Experiment» (Rough Demo)     |            |
| 45.      | «Remembrance of the Charlie Quill Theme» (80s Remix) |            |
| 46.      | «The End» (Unused Alternative Ep8 Credits)           |            |

## Оцінки та відгуки

### Підсумок рейтингів
Рейтинги серіалу були нижчими, ніж очікувалося, він не потрапив у топ-20 BBC iPlayer протягом перших семи тижнів і не зміг залучити понад мільйон глядачів у будь-який момент під час повторення на BBC One у пізній вечірній проміжок у січні та лютому. У США прем’єра зібрала півмільйона глядачів, незважаючи на те, що з’явилася одразу після «Доктора Хто», втративши майже половину авдиторії свого попередника.

### Відгуки критиків
Незважаючи на низькі рейтинги, загальний прийом серіалу критиками був переважно позитивним. Він отримав похвалу за темну атмосферу, сценарій, теми та акторську гру, а також за загальну еволюцію персонажів протягом серіалу; Особливо відзначили Кетрін Келлі та її героїню міс Квілл. Однак Тіньовий Рід вважалися слабкими ворогами, а перші епізоди та фінал критикували за швидкий темп. Рецензенти відзначили, що серіал був схожий на «Баффі — переможниця вампірів», причому деякі критики вважали це чеснотою, яка відрізняла його від «Доктора Хто», а інші — недоліком   . Агрегатор рецензій Rotten Tomatoes дав серіалу оцінку 82% на основі 17 рецензій із середньою оцінкою 6,9/10.
GamesRadar+ назвав Клас «справді дуже хорошим. Насправді настільки хорошим, що навіть після двох третин першого сезону можна побачити, як потенціал шоу вирує, наче вода з каструлі з макаронами». Doctor Who TV назвав Клас «надзвичайно ефектним восьмисерійним серіалом, який рідко поспішає». Незважаючи на критику ранніх епізодів, IndieWire дав серіалу в цілому позитивну рецензію, заявивши, що «хоча шоу вміє жонглювати важкими проблемами та високими концепціями, воно не шкодує розваг». Вони високо оцінили гру Келлі, назвавши її «казковою», а персонажів міс Квілл і Маттеуша — «абсолютними викрадачами кадру».
Коллайдер позитивно відгукнувся про серіал, відмітивши персонажку міс Квілл, яку вони назвали «найпостійнішою чудовою частиною цього серіалу», той факт, що пригоди персонажа були «нелегкими або й навіть тяжкими», і її теми втрат і горя, заявивши: «Клас є найкращим, коли він сповільнюється та зосереджується на більш обґрунтованій, відносній боротьбі своїх персонажів. Як і у випадку з хорошими підлітковими драмами жахів, що були раніше, найстрашніші, найцікавіші лиходії Класу — це не інопланетні монстри, які знищують цілі цивілізації, а проблеми реального світу, втрата батьків, подруги, чи втрата часу і простору, щоб просто бути дитиною».  Однак вони розкритикували серіал за те, що він занадто відрізняється від «Доктора Хто», заявивши: «Якщо ви шукаєте більше ідеалізму наукової фантастики, який зазвичай надає «Доктор Хто», краще подивіться його новий сезон. Це дракони (іноді буквально), і вони безцеремонно вбиватимуть людей».
AV Club дав шоу рейтинг B, особливо хвалячи «переможний акторський склад неймовірно талановитих молодих британських акторів і його невимушену різноманітність, до якої прагнуть багато сучасних підліткових шоу, але небагато з них досягають так легко». Вони високо оцінили репрезентацію гомосексуальних персонажів у серіалі, «подану з освіжаючою правдивістю, а не самопохвалою», виступи (особливо Келлі, яку вони назвали «викрадачкою кадру»), і персонажів, заявивши: «Серед однаково чудового ансамблю немає слабкої ланки, і серіал особливо добре служить своїм героям-підліткам, дозволяючи їм мати емоційний інтелект, який не завжди притаманний юним героям. [. . . ] У найуспішніших частинах серіалу досліджується, як студенти підтримують один одного в усіх важких випробуваннях, з якими вони стикаються, як у реальному світі, так і в науково-фантастичному різновиді. І це вплітає в себе достатньо комізму, щоб все не ставало надто плаксивим або надто похмурим». Однак вони вважали, що елементи наукової фантастики в серіалі здавалися недоречними: «велика експозиція, необхідна для представлення постійно зростаючої мітології серіалу, починає звучати так, ніби хтось постійно зачитує правила все більш складної пригодницької настільної гри. Як тільки вводиться один елемент, на нього накидається більше ускладнень, залишаючи серії мало місця для простору» .
Entertainment Weekly дав серіалу рейтинг B, високо оцінивши акторський склад: «Усі молоді актори дуже талановиті, і їм без проблем вдається впоратися з важким матеріалом шоу. Насправді я хотів, щоб у першому сезоні було більше, ніж просто вісім епізодів, тому що було б добре побачити трохи більше безтурботної сторони цієї групи. Зважаючи на це, зірки шоу, безсумнівно, Келлі, чия Квілл не лише забезпечує одні з найкращих реплік, але й найкращу арку сезону. Але її динаміка з одним зі студентів у головній ролі стала джерелом найцікавішого тематичного матеріалу сезону». Однак вони пошкодували, що похмуріший тон шоу зробив його «трохи менш веселим», ніж «Доктор Хто».  Лос-Анджелес Таймс неоднозначно оцінили серіал, заявивши, що розповідь Нессі здається «заплутаною та механічною» і «розповідає вам занадто багато, занадто швидко». Проте вони похвалили те, що «жіночі ролі особливо сильні та добре зіграні», особливо відмітивши гру Келлі, Софі Гопкінс та Вівіан Опара.
У рецензії після скасування серіалу Морган Джеффрі з Digital Spy обговорював причини, чому серіал не мав успіху в пошуку авдиторії, назвав шоу «додатковим продуктом, про який ніхто не просив», і стверджував, що причина його невдачі в рейтингах були пов’язані з тим, що ВВС не знали, для кого це шоу: «Підліткова драма з темами для дорослих, що виникла із серіалу, призначеного (насамперед) для дітей, тон «Класу» був настільки ж заплутаним, як і це заплутане походження». Однак, незважаючи на неоднозначну оцінку прем’єри серіалу, він заявив, що «Клас не був повним провалом. Далеко не так. Шоу дійсно мало захоплюючі моменти, видатні епізоди (гострий «Nightvisiting» був яскравою подією) – і, ох, який акторський склад. Вони всі будуть йти до більшого. Більшість його проблем можна було б вирішити, якби він вийшов достатньо успішним для другого сезону» .

## Невипущений другий сезон
21 жовтня 2021 року Несс обговорив, що було розроблено для другого сезону і чи було Клас оновлено. Серед планів були тема екстремальних компромісів заради кохання (з сюжетною лінією про те, як Чарлі втрачає свою душу, щоб врятувати Маттеуша), громадянська війна між плакучими янголами та нові сценаристи Кім Керран, Джуно Довсон і Дерік Ленді.

## Інші медіа

### Романи
- Adams, Guy (2016). Joyride. BBC Books. ISBN 9781785941863.
- Benedict, A.K. (2016). The Stone House. BBC Books. ISBN 9781785941870.
- Goss, James (2016). What She Does Next Will Astound You. BBC Books. ISBN 9781785941887.

### Аудіодрами
Компанія Big Finish Productions випустила аудіодрами на основі «Класу», дія яких відбувається під час серіалу  .Тут взяли участь усі головні актори, проте двоє акторів були переобрані для розділів 3 і 4: Джоанна Макгіббон зіграла Таню Адеолу (раніше — Вівіан Опара), а Дервла Кірван зіграла міс Квілл (раніше — Кетрін Келлі).

## Нотатки
1. ↑  Despite never being credited in the opening credits of the series, Renzo's character was advertised as a series regular by the BBC multiple times.[7][8][9]